# バサ (魚)
バサ (Pangasius bocourti) は、ナマズ目パンガシウス科に属する淡水魚である。東南アジアのインドシナ半島を流れるメコン川やチャオプラヤ川の流域が原産である。肉は美味で食用にされ、大規模養殖が行なわれている。ベトナムではCá ba saカーバサと称し、重要な水産資源、かつ重要な輸出品目である。

## 表記
北アメリカやオーストラリアでは、"basa fish"または"bocourti"と表記される。イギリスでは、パンガシウス属の全ての種は、"river cobbler"、"cobbler"、"basa"、"pangasius"、"panga"またはこれらに"catfish"を付けて表記しなければならないと法律で定められている。他のヨーロッパの国では、パンガシウス属の魚は一般に"pangasius"または"panga"として販売される。別種のカイヤン (Pangasianodon hypophthalmus) やP. pangasiusが誤ってバサと表記されることもある。日本では「ベトナム産養殖ナマズ」のほか、「バサ」「パンガシウス」などと表記され、スケトウダラなど従来ある白身魚の価格上昇や不足に対する代替品として、輸入・販売が増えている。

## 形態
体つきはいわゆる外国ナマズであり、腹部がどっしりして、可食部である体側筋（身の部分）が分厚い。丸い頭は扁平で幅が広く、先が丸いくて幅の広い口吻は、周囲に肉髭があり、鼻口部に白い線を持つ。120センチメートル程度まで成長する。

## 生態
バサは植物を餌とする。洪水期の前に産卵し、幼体は6月頃から見られ、6月中旬には平均約5センチメートル程になる。

## 市場

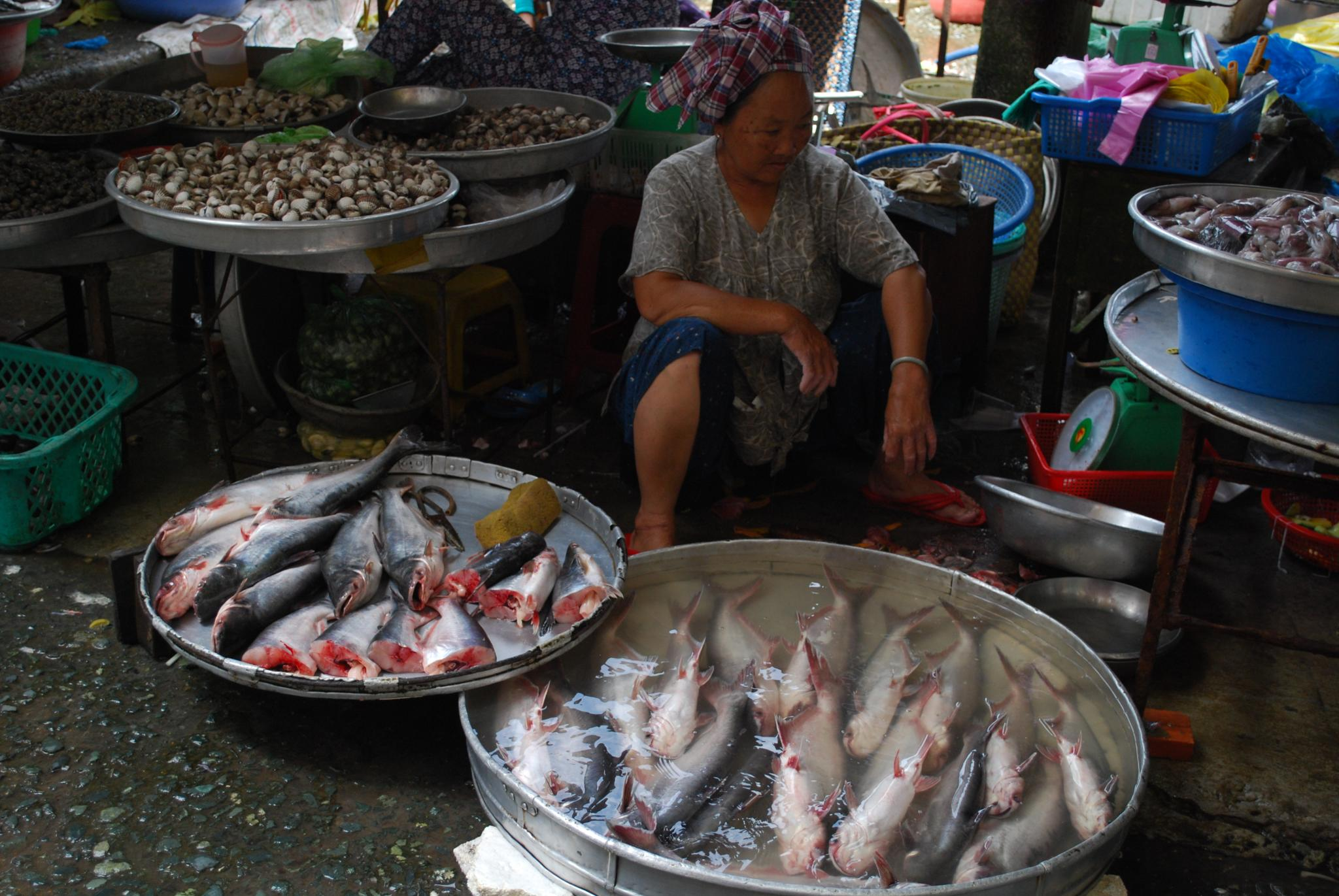
ベトナム・ヴィンロンの市場で売られるバサ

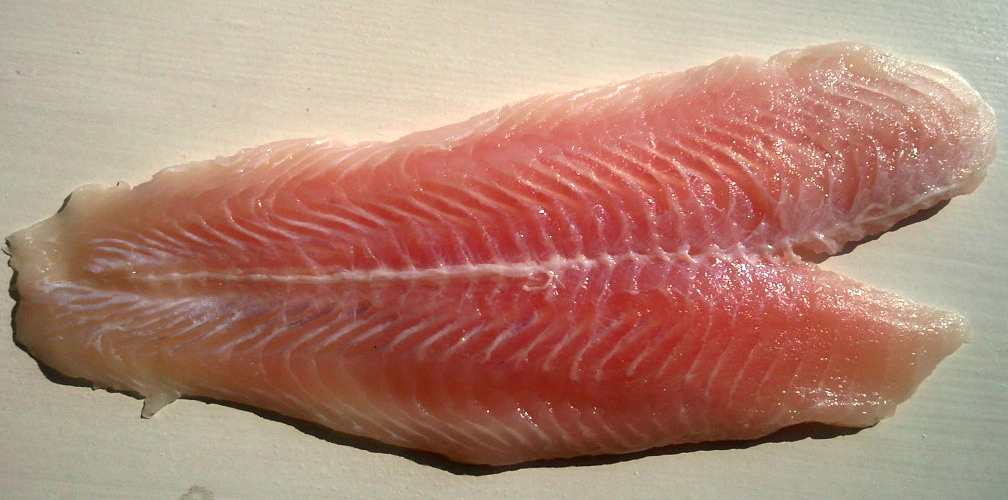
バサは、すぐに調理可能な冷凍のフィレとして販売されることが多い。

### アメリカ合衆国の「ナマズ戦争」
2002年、米国は、ベトナム政府から資金援助を受けたベトナム人の輸入業者が米国市場でナマズ類のP. bocourti（バサ）とP. hypophthalmus（チャ、スワイ）を不当廉売し、公正な競争を阻害しているとしてベトナムを糾弾した。アメリカのナマズ養殖業協会は、最初これらの魚をナマズ (catfish) の名で売ることを禁止するよう議会に圧力をかけた。2003年にアメリカ合衆国議会は、輸入魚に新たな関税を課すとともにナマズと表示された魚の輸入を禁止する法律を通した。アメリカ食品医薬品局のルールの下、アメリカナマズ科の魚のみナマズとして販売することができた。その結果、ベトナム人の輸出業者は、米国市場向けには"basa fish"または"bocourti"と表示して販売するようになった。
アメリカのナマズ養殖業協会は、これらの魚の価格が不当に安く設定されており、ベトナム政府もダンピングを支援していると訴えた。2003年にアメリカ国際貿易委員会はダンピングを認め、反ダンピング税を課した。その後、税率は何度も見直され、2014年には税率が最大63.88%に上げられた。また、2008年にはアメリカ食品医薬品局から、より厳格なアメリカ合衆国農務省に扱いを移した。これらの動きについてベトナム政府は保護貿易として強く批判している。
「ナマズ戦争」の絶頂時には、米国のナマズ養殖業者らは、輸入ナマズを品質の劣るものと喧伝したが、ミシシッピ州立大学の研究者は、58名を被験者とする二重盲検法の味覚試験において、輸入バサの方が好ましいとした人数は米国ナマズを選んだ人数の3倍にのぼった。
このような対立にもかかわらず、ベトナムからアメリカ合衆国へのパンガシウス属の輸出は増加傾向にあり、2016年の輸出額は17億ドルに達した。

### イギリス
イギリスでは、バサは"Vietnamese river cobbler"、"river cobbler"または"basa"として知られる。タラやコダラ等の白身魚の安価な代替品として、生または冷凍の状態で大きなスーパーマーケットで販売される。Young's Seafood社では、冷凍魚製品にこの魚を用い、"basa"として販売している。バサの輸入は他の輸入食品と同様に厳しいEU規制の下にあり、発展途上国輸出振興センター (CBI) のパンガシウス製品概況報告書で示された通り、イギリスの取引基準局の担当者は、フィッシュ・アンド・チップス業者がバサを不正にタラとして販売しており、タラの量の半分にも当たると述べている。2009年と2010年には、DNA検査で証拠の見つかった2業者が訴追された。

## 環境と健康への懸念
複数の環境団体がバサによって引き起こされる海洋生態系の問題に懸念を示している。バンクーバー水族館と関連のあるOceanWiseは、バサの養殖が生態系を汚染し、野生種に干渉していると警告した。この団体は、「東南アジアの開放柵養殖は、天然バサへの病気の拡散に関係している。また、食の質、養殖場運営規格、天然飼料を養殖に用いることの生物的影響にも懸念がある。」と書いている。モントレーベイ水族館は懸念は持っているが警告はしていない。両団体とも米国の養殖ナマズをより持続性のある代替としている。
イギリスのアズダとテスコが行った試験では、毒性不純物の残留は見られなかった。オーストラリア検疫検査局の試験では痕跡量のマラカイトグリーンが検出されたが、他の不純物は見つからなかった。
魚アレルギーを持っていない人がバサに対してアナフィラキシー反応を起こした例が1件だけ報告されている。

## 関連文献
- Kulabtong, Sitthi. "Biology and Culture Techniques of Bocourti Catfish, Pangasius bocourti Sauvage, 1880 in Thailand". Veridian E-Journal, Silpakorn University, 5(3): 411–419, 2012.
- Heavy Reham, A. Amin. Heavy metal residues in imported frozen fish and Pangasius  hypophthalmus (Basa) fish fillets
- Fish Molee, a popular Kerala fish curry made with Basa